# Виден (Швейцария)
Виден (нем. Widen) — коммуна в Швейцарии, в кантоне Аргау.
Входит в состав округа Бремгартен.  Население составляет 3569 человек (на 31 декабря 2007 года). Официальный код  —  4081.